# Museo Aeronáutico de Málaga
El Museo Aeronáutico de Málaga, también conocido como Museo de Aeropuertos, Navegación, y Transporte Aéreo de Málaga o AEROMUSEO, está ubicado en la terminal de pasajeros original del Aeropuerto de Málaga-Costa del Sol, junto a la terminal de Aviación General. Esta terminal quedó en desuso tras la expansión moderna del aeropuerto a partir de la segunda mitad del siglo XX, gracias al turismo en la Costa del Sol. Está situado junto al Aeropuerto de Málaga y la fábrica de Cervezas San Miguel, en el distrito de Churriana, a 8 km del centro de Málaga.
La visita es gratuita. Para los visitantes en edad escolar hay material didáctico gratuito, adaptado a edades desde 4 años. Su horario al público es de 10 a 20 horas los martes, y de 10 a 14 horas de miércoles a sábado.

## Historia
La primera terminal, construida por Luis Gutiérrez Soto en 1948, fue reabierta al público como museo en 2009. Muestra una recreación del modo de viajar en los años 50. Destaca su torre de control, una histórica recepción de pasajeros, la sala de espera, y una terraza desde donde se pueden ver despegues y aterrizajes.

## Exposiciones
Al visitante se le invita a abrir una caja negra, observar la evolución de los uniformes del personal de vuelo, a utilizar los mandos de un avión, o a entender el funcionamiento de un aeropuerto.

### Aviones
El museo posee en exposición varias aeronaves, las que se pueden visitar tanto su interior, exterior, y cabinas bajo petición. Entre las aeronaves en exposición se encuentran: Convair 440, Douglas DC3, McDonnell Douglas DC-9, Beechcraft 18, Bell 47, y DeHavilland Dove entre otros.

### Terminal histórica
La terminal original del Aeropuerto de Málaga (conocido entonces como El Rompedizo), se ha mantenido en su condición original, y está abierta al público con material didáctico en su interior, con la intención de mostrar al público visitante cómo era el proceso de viajar en avión hace unos 50 años.

### Sala simulación
En ella se albergan una serie simuladores de vuelo creados por los voluntarios del museo para recoger donaciones. 
Cuenta con una recreación de:
La nave espacia Soyuz que simula un lanzamiento espacial que realiza una órbita al espacio.
X-WING nave espacial de la conocida saga Star Wars, donde recoge unos de los primeros juegos en 3D
Simulador real con instructor de vuelo, donde cualquier persona puede volar con los conocimientos básicos transmitidos por un instructor voluntario del museo.

### Sala de motores
Esta sala alberga una colección de motores aeronáuticos, expuestos al visitante.

### Sala de aviación
Esta sala se centra en la aviación general y ligera, albergando desde avionetas experimentales a ultraligeros.

### Sala de luces
Esta sala muestra las señalizaciones e iluminación utilizadas en un aeropuerto para guiar a las aeronaves desde el aire y en la tierra.

### Mirador de aviones
Esta es una zona de descanso con bancos, árboles, y vistas a la plataforma del Aeropuerto de Málaga, donde se pueden ver los aviones a la altura de la cabecera de pista 31, desde donde se puede ver aterrizar y despegar según la dirección del viento.

## Evolución
El complejo ha pasado a lo largo de más de 50 años de ser la pista de aterrizaje de El Rompedizo, a la primera Terminal de pasajeros del Aeropuerto de Málaga, a alojar el Aeroclub del Aeropuerto de Málaga, a pasar a ser el Museo actual. El número de visitas ha ido aumentado a un ritmo constante, desde los alrededor de 3.500 visitantes anuales en 2008, a los 12.000 anuales proyectados en 2016.

### Visitas
La entrada al museo es libre y gratuita: al visitante se le entrega un mapa al comienzo, y este puede optar por visitar lo que desee sin límite de tiempo. Asimismo el museo tiene una alta demanda de visitas escolares guiadas a lo largo del curso escolar.
Además del horario de apertura habitual, se celebran eventos especiales a lo largo del año como la llegada de los Reyes Magos, Día de Finlandia, Día de Gran Bretaña, Spotters Day, Noche en Blanco, Alterna en la Movida, etcétera.

## Asociación Amigos del Museo
Los Amigos del Museo es un colectivo de voluntarios con deseos de apoyar al museo en diversas maneras. Las asociación actualmente se compone de varios cientos de miembros, entre los cuales se encuentran Profesores, pintores, abogados, historiadores, estudiantes, conductores de bus, electricistas, jubilados, jueces, comerciantes, ingenieros, pilotos, azafatas, mecánicos de coches y aviones, técnicos en televisión, etcétera. El objetivo no es solo aumentar la plantilla de colaboradores y restauradores al museo, sino también actuar como una asociación nexo, donde personas de distintas profesiones puedan confluir compartiendo su gusto por la aviación y por ayudar en el museo, así como usarse como red de contactos entre los miembros.
Se pueden destacar dos categorías de miembros, según la naturaleza de su involucración:
Miembros Restauradores: A este grupo pertenecen los restauradores más activos en el día a día, cuya función es ayudar semanalmente cuando pueden, y gestionan y llevan a cabo los distintos proyectos y labores de restauración. Es el grupo que tiene una involucración más presencial en el día a día del museo.
Miembros Colaboradores: Este grupo de amigos del museo, ya por cuestiones profesionales, o de vida personal, no pueden asistir con tanta frecuencia al museo, aunque desean apoyar como pueden y les es posible. Sus labores pueden variar desde difusión, guías ocasionales, donativos de material, relaciones públicas, marketing, web, conocimiento histórico, vínculos académicos, aficionados a la aviación, pilotos, spotters, o simplemente aficionados al museo y su ambiente en general.

## Financiación y Colaboraciones
El museo se mantiene económicamente a base de donaciones, ya sea en persona por los visitantes, a distancia desde otras asociaciones, ayudas económicas o de material, visitas escolares o del Ayuntamiento de Málaga, financiación de proyectos, etcétera.
El museo también tiene lazos con diversas asociaciones: Rolls-Royce Heritage Trust Derby, DeHavilland Aircraft Museum, Universidad de Málaga, Universidad de Sevilla, Asociación Aire, entre otras.